# Jacek Soszyński
Jacek Soszyński (ur. 23 października 1958 w Warszawie) – polski historyk mediewista. Dyrektor Instytutu Historii Nauki PAN w Warszawie.

## Życiorys
W 1977 r. ukończył XXXIII Liceum Ogólnokształcące im. M. Kopernika w Warszawie. W latach 1977–1982 studiował historię na Uniwersytecie Warszawskim. Rozprawę doktorską, zatytułowaną Kronika Marcina Polaka i jej średniowieczna tradycja rękopiśmienna w Polsce, obronił w Instytucie Historii Nauki Polskiej Akademii Nauk w 1994 r. Habilitował się w 2007 roku także w IHN PAN na podstawie rozprawy zatytułowanej Sacerdotium — Imperium – Studium. Władze uniwersalne w późnośredniowiecznych kronikach martyniańskich. W latach 1982–1986 zatrudniony w Archiwum Głównym Akt Dawnych w Warszawie, następnie w Instytucie Historii Nauki Polskiej Akademii Nauk (od 1986) oraz Instytucie Informacji Naukowej i Studiów Bibliologicznych Uniwersytetu Warszawskiego (od 1995). Stypendysta Dr. Günther Findel–Stiftung zur Förderung der Wissenschaften, Herzog August Bibliothek, Wolfenbüttel (1989/1990) oraz The Kościuszko Foundation, New York (1999/2000); Visiting Professor na University of Notre Dame, Indiana w USA (2002). W latach 2006–2016 pełnił funkcję redaktora naczelnego czasopisma Z badań nad książką i księgozbiorami historycznymi.
Dyrektor IHN PAN, gdzie kieruje projektem Manuscripta.pl. – pracownią badawczą zajmującą się źródłoznawczym i kodykologicznym rozpoznaniem średniowiecznych rękopisów polskich, redagującą stronę internetową integrującą informacje na ten temat. Członek Rady Naukowo-Programowej Archiwum Głównego Akt Dawnych w Warszawie oraz Krajowej Rady Bibliotecznej (kadencja 2014–2019).
Zajmuje się kulturą intelektualną wieków średnich ze szczególnym uwzględnieniem kronikarstwa uniwersalnego, historią książki i pisma. Tłumacz literatury naukowej z i na język angielski.

## Udział w krajowych i międzynarodowych projektach badawczych
- Manuscripta.pl. A guide to medieval manuscript books in Polish collections.; project director
- Repertorium Chronicarum. A bibliography of the manuscripts of Medieval Latin Chronicles.; project codirector
- Medieval Latin Manuscript Books in Vilnius Collections we współpracy z  dr Rūtą Čapaitė, Lithuanian Institute of History, Vilnius oraz dr. Jerzym Kaliszukiem, Instytut Historii Nauki Polskiej Akademii Nauk

## Najważniejsze publikacje
- Marcin Polak, Kronika papieży i cesarzy, tekst łaciński na podstawie wyd. Ludwiga Weilanda (MGH Scriptores, t. XII), przekład polski i komentarz: Agnieszka Fabiańska i Jacek Soszyński, wstęp: Jacek Soszyński, Kęty 2008.
- Vocabularium parvum scripturae Latinae, ediderunt: Juraj Šedivý, Hana Pátková, Bratislava – Praha 2008 [współautor haseł polskich].
- Jacek Soszyński, Sacerdotium – Imperium – Studium. Władze uniwersalne w późnośredniowiecznych kronikach martyniańskich, Warszawa 2006.
- Jacek Soszyński, Hastings 1066, Warszawa 2003.
- Jacek Soszyński, Kronika Marcina Polaka i jej średniowieczna tradycja rękopiśmienna w Polsce, „Studia Copernicana”, t. XXXIV, Warszawa 1995.

### Tłumaczenia
- P. Ahonen, G. Corni, J. Kochanowski, R. Schulze, T. Stark, B. Stelzl-Marx, People on the Move, Oxford – New York, 2008 [przekład części polskiej na j. angielski].
- Donald W. Treadgold, Wolność. Zarys historii, tłum.: Anna Soszyńska i Jacek Soszyński, Warszawa 1996.
- Cyril Beeching, Słownik dat, tłum. J. Soszyński, Kraków – Warszawa 1995.